# 君よ生きて
『君よ生きて』（きみよいきて）は、引き揚げやシベリア抑留をテーマ制作された日本の音楽劇。舞鶴引揚記念館がユネスコの世界記憶遺産（世界の記憶）の日本国内候補に選定される後押しになったとも言われている。
望月龍平シアターカンパニーによる制作。
創作にあたっての取材や資料提供などには舞鶴市が全面的に協力している。